# Championnats d'Amérique du Sud d'athlétisme 2007
Navigation
Tunja 2006 Lima 2009
Les 45e Championnats d'Amérique du Sud d'athlétisme ont eu lieu du 7 au 9 juin 2007 à São Paulo, au Brésil.

## Résultats

### Hommes
| Épreuve | Or                                                                              | Or                | Argent                                                                  | Argent            | Bronze                                                                        | Bronze            |
| --- | ------------------------------------------------------------------------------- | ----------------- | ----------------------------------------------------------------------- | ----------------- | ----------------------------------------------------------------------------- | ----------------- |
| 100 m | Vicente de Lima Brésil                                                          | 10 s 36           | Franklin Nazareno Équateur                                              | 10 s 37           | Álvaro Gómez Colombie                                                         | 10 s 66           |
| 200 m | Sandro Viana Brésil                                                             | 20 s 54           | Heber Viera Uruguay                                                     | 20 s 59           | Daniel Grueso Colombie                                                        | 20 s 66 =NR       |
| 400 m | Andrés Silva Uruguay                                                            | 45 s 89           | Rodrigo Bargas Brésil                                                   | 46 s 15           | Fernando de Almeida Brésil                                                    | 46 s 38           |
| 800 m | Kléberson Davide Brésil                                                         | 1 min 49 s 61     | Gustavo Aguirre Argentine                                               | 1 min 49 s 98     | André de Santana Brésil                                                       | 1 min 50 s 10     |
| 1 500 m | Bayron Piedra Équateur                                                          | 3 min 42 s 53     | Leandro de Oliveira Brésil                                              | 3 min 43 s 26     | Eduar Villanueva Venezuela                                                    | 3 min 43 s 40     |
| 5 000 m | Javier Guarín Colombie                                                          | 13 min 51 s 19 CR | Javier Carriqueo Argentine                                              | 13 min 55 s 37    | William Naranjo Colombie                                                      | 13 min 56 s 99    |
| 10 000 m | Sérgio da Silva Brésil                                                          | 29 min 57 s 80    | Ubiratan dos Santos Brésil                                              | 30 min 12 s 36    | Didimo Sánchez Venezuela                                                      | 31 min 15 s 30    |
| 110 m haies | Anselmo Gomes da Silva Brésil                                                   | 13 s 56           | Éder Antônio de Souza Brésil                                            | 13 s 58           | Francisco Castro Chili                                                        | 14 s 31           |
| 400 m haies | Raphael Fernandes Brésil                                                        | 49 s 81           | Maurício Teixeira Brésil                                                | 50 s 39           | José Céspedes Venezuela                                                       | ?                 |
| 3000 m steeple | Sergio Lobos Chili                                                              | 8 min 37 s 83 PB  | Gladson Barbosa Brésil                                                  | 8 min 43 s 69     | José Gregorio Peña Venezuela                                                  | 8 min 54 s 43     |
| 4 × 100 m | Brésil Vicente de Lima Nilson André Basílio de Morães Sandro Viana              | 38 s 77           | Colombie Harlin Hechevarría Javier Mosquera Álvaro Gómez Daniel Grueso  | 39 s 80           | Argentine José Manuel Garaventa Mariano Jiménez Miguel Wilken Iván Altamirano | 39 s 91 NR        |
| 4 × 400 m | Brésil Raphael Fernandes Eduardo Vasconcelos Rodrigo Bargas Fernando de Almeida | 3 min 4 s 36      | Venezuela José Céspedes Simoncito Silvera Wilmer Rivas Josner Rodríguez | 3 min 5 s 88      | Panama Jonathan Gibson Anghelo Edmund Andrés Rodríguez Alonso Edward          | 3 min 9 s 67 NR   |
| 20 000 m marche | James Rendón Colombie                                                           | 1 h 24 min 25 s 4 | Rolando Saquipay Équateur                                               | 1 h 25 min 55 s 2 | Juan Manuel Cano Argentine                                                    | 1 h 28 min 28 s 5 |
| Saut en hauteur | Jessé de Lima Brésil                                                            | 2,24 m            | Fábio Baptista Brésil                                                   | 2,21 m            | Gilmar Mayo Colombie                                                          | 2,21 m            |
| Saut à la perche | Fábio Gomes da Silva Brésil                                                     | 5,77 m CR AR      | Germán Chiaraviglio Argentine                                           | 5,40 m            | Javier Benítez Argentine João Gabriel Sousa Brésil                            | 5,20 m            |
| Saut en longueur | Rogério Bispo Brésil                                                            | 7,94 m            | Hugo Chila Équateur                                                     | 7,81 m            | Rodrigo de Araújo Brésil                                                      | 7,77 m            |
| Triple saut | Jefferson Dias Sabino Brésil                                                    | 16,68 m           | Hugo Chila Équateur                                                     | 16,37 m           | Leonardo Elisiário dos Santos Brésil                                          | 15,89 m           |
| Lancer du poids | Germán Lauro Argentine                                                          | 19,65 m           | Marco Antonio Verni Chili                                               | 19,22 m           | Yojer Medina Venezuela                                                        | 18,44 m           |
| Lancer du disque | Germán Lauro Argentine                                                          | 57,12 m           | Ronald Julião Brésil                                                    | 56,53 m           | Julián Angulo Colombie                                                        | 54,68 m           |
| Lancer du marteau | Juan Ignacio Cerra Argentine                                                    | 72,96 m           | Patricio Palma Chili                                                    | 66,56 m           | Wagner Domingos Brésil                                                        | 65,15 m           |
| Lancer du javelot | Pablo Pietrobelli Argentine                                                     | 76,52 m NR        | Víctor Fatecha Paraguay                                                 | 75,95 m           | Júlio César de Oliveira Brésil                                                | 74,56 m           |
| Décathlon | Gonzalo Barroilhet Chili                                                        | 7 504 pts NR      | Danilo Mendes Xavier Brésil                                             | 7 288 pts         | Sinval de Oliveira Brésil                                                     | 7 243 pts         |
| Records et Performances - AR : Record continental (area record) - CR : Record des championnats (championship record) - MR : Record du meeting (meet record) - NR : Record national (national record) - OR : Record olympique (olympic record) - PR : Record paralympique (paralympic record) - PB : Record personnel (personal best) - SB : Meilleure performance personnelle de la saison (season's best) - WL : Meilleure performance mondiale de l'année (world leader) - WJR : Record du monde junior (world junior record) - WR : Record du monde (world record) Circonstances et Conditions - DNF : N'a pas terminé (did not finish) - DNS : N'a pas pris le départ (did not start) - DQ : Disqualification (disqualification) - NM : Aucun essai valable enregistré (No Mark) - Q : Qualifié « directement » au prochain tour (ou à la prochaine compétition), lors d'une compétition majeure, grâce au classement ou à la réalisation des minima (automatic qualifier) - q : Qualifié au prochain tour (ou à la prochaine compétition), lors d'une compétition majeure, grâce au repêchage ou à la réalisation de l'une des meilleures performances parmi celles des « non qualifiés directement » (grâce au meilleur temps ou à la meilleure distance par exemple) (secondary qualifier) |                                                                                 |                   |                                                                         |                   |                                                                               |                   |

### Femmes
| Épreuve | Or                                                                                              | Or                      | Argent                                                                      | Argent               | Bronze                                                                      | Bronze            |
| --- | ----------------------------------------------------------------------------------------------- | ----------------------- | --------------------------------------------------------------------------- | -------------------- | --------------------------------------------------------------------------- | ----------------- |
| 100 m | Lucimar de Moura Brésil                                                                         | 11 s 20                 | Felipa Palacios Colombie                                                    | 11 s 43              | Thaíssa Barbosa Presti Brésil                                               | 11 s 63           |
| 200 m | Lucimar de Moura Brésil                                                                         | 23 s 00                 | Felipa Palacios Colombie                                                    | 23 s 10              | Thaíssa Barbosa Presti Brésil                                               | 23 s 58           |
| 400 m | Josiane Tito Brésil                                                                             | 52 s 67                 | Sheila Ferreira Brésil                                                      | 53 s 19              | Lucy Jaramillo Équateur                                                     | 53 s 44 NR        |
| 800 m | Marian Burnett Guyana                                                                           | 2 min 03 s 57           | Muriel Coneo Colombie                                                       | 2 min 08 s 99        | Marcela Britos Uruguay                                                      | 2 min 10 s 30     |
| 1 500 m | Rosibel García Colombie                                                                         | 4 min 20 s 36           | Marian Burnett Guyana                                                       | 4 min 20 s 69 NR     | Zenaide Vieira Brésil                                                       | 4 min 22 s 08     |
| 5 000 m | Ednalva Laureano da Silva Brésil                                                                | 16 min 09 s 96          | Lucélia Peres Brésil                                                        | 16 min 16 s 07       | Bertha Sánchez Colombie                                                     | 16 min 21 s 17    |
| 10 000 m | Lucélia Peres Brésil                                                                            | 34 min 11 s 95          | Inés Melchor Pérou                                                          | 34 min 13 s 23       | Bertha Sánchez Colombie                                                     | 34 min 23 s 89    |
| 100 m haies | Brigitte Merlano Colombie                                                                       | 13 s 27                 | Gilvaneide Parrela Brésil                                                   | 13 s 40              | Lucimara da Silva Brésil                                                    | 13 s 48           |
| 400 m haies | Lucimar Teodoro Brésil                                                                          | 57 s 36                 | Luciana França Brésil                                                       | 58 s 38              | Lucy Jaramillo Équateur                                                     | 58 s 81           |
| 3000 m steeple | Zenaide Vieira Brésil                                                                           | 10 min 07 s 93 CR       | Ángela Figueroa Colombie                                                    | 10 min 13 s 88 NR    | Michelle Costa Brésil                                                       | 10 min 24 s 35    |
| 4 × 100 m | Brésil Thaíssa Barbosa Presti Luciana Alves dos Santos Lucimar de Moura Thatiana Regina Ignâcio | 43 s 54                 | Colombie Felipa Palacios Brigitte Merlano Mirtha Brock Yomara Hinestroza    | 44 s 68              | Chili Daniela Pavez Carolina Díaz María Fernanda Mackenna Daniela Riderelli | 45 s 34 NR        |
| 4 × 400 m | Brésil Lucimar Teodoro Maria Laura Almirão Sheila Ferreira Josiane Tito                         | 3 min 33 s 34           | Colombie Felipa Palacios Rosibel García Mirtha Brock Maria Alejandra Idrobo | 3 min 43 s 52        | Chili Daniela Riderelli Daniela Pavez Carolina Díaz María Fernanda Mackenna | 3 min 55 s 13     |
| 20 000 m marche | Sandra Zapata Colombie                                                                          | 1 h 37 min 46 s 0 CR NR | Miriam Ramón Équateur                                                       | 1 h 38 min 26 s 3 NR | Tânia Spindler Brésil                                                       | 1 h 38 min 49 s 3 |
| Saut en hauteur | Caterine Ibargüen Colombie                                                                      | 1,84 m                  | Solange Witteveen Argentine                                                 | 1,81 m               | Marielys Rojas Venezuela                                                    | 1,78 m            |
| Saut à la perche | Fabiana Murer Brésil                                                                            | 4,50 m CR               | Alejandra García Argentine                                                  | 4,20 m               | Joana Ribeiro Costa Brésil                                                  | 4,20 m            |
| Saut en longueur | Maurren Maggi Brésil                                                                            | 6,91 m                  | Keila Costa Brésil                                                          | 6,83 m               | Caterine Ibargüen Colombie                                                  | 6,18 m            |
| Triple saut | Keila Costa Brésil                                                                              | 14,57 m CR AR           | Fernanda Procópio Delfino Brésil                                            | 13,63 m              | Jennifer Arveláez Venezuela                                                 | 13,52 m           |
| Lancer du poids | Elisângela Adriano Brésil                                                                       | 17,41 m                 | Luz Dary Castro Colombie                                                    | 16,35 m              | Natalia Ducó Chili                                                          | 16,20 m           |
| Lancer du disque | Elisângela Adriano Brésil                                                                       | 59,85 m                 | Luz Dary Castro Colombie                                                    | 52,23 m              | Renata de Figueirêdo Brésil                                                 | 51,69 m           |
| Lancer du marteau | Eli Johana Moreno Colombie                                                                      | 61,93 m                 | Katiuscia de Jesus Brésil                                                   | 61,57 m              | Johana Ramírez Colombie                                                     | 61,10 m           |
| Lancer du javelot | Alessandra Resende Brésil                                                                       | 57,75 m                 | Zuleima Araméndiz Colombie                                                  | 57,55 m              | Leryn Franco Paraguay                                                       | 53,80 m           |
| Heptathlon | Lucimara da Silva Brésil                                                                        | 5803 pts CR             | Elizete Gomes da Silva Brésil                                               | 5727 pts PB          | Daniela Crespo Argentine                                                    | 4856 pts          |
| Records et Performances - AR : Record continental (area record) - CR : Record des championnats (championship record) - MR : Record du meeting (meet record) - NR : Record national (national record) - OR : Record olympique (olympic record) - PR : Record paralympique (paralympic record) - PB : Record personnel (personal best) - SB : Meilleure performance personnelle de la saison (season's best) - WL : Meilleure performance mondiale de l'année (world leader) - WJR : Record du monde junior (world junior record) - WR : Record du monde (world record) Circonstances et Conditions - DNF : N'a pas terminé (did not finish) - DNS : N'a pas pris le départ (did not start) - DQ : Disqualification (disqualification) - NM : Aucun essai valable enregistré (No Mark) - Q : Qualifié « directement » au prochain tour (ou à la prochaine compétition), lors d'une compétition majeure, grâce au classement ou à la réalisation des minima (automatic qualifier) - q : Qualifié au prochain tour (ou à la prochaine compétition), lors d'une compétition majeure, grâce au repêchage ou à la réalisation de l'une des meilleures performances parmi celles des « non qualifiés directement » (grâce au meilleur temps ou à la meilleure distance par exemple) (secondary qualifier) |                                                                                                 |                         |                                                                             |                      |                                                                             |                   |

## Tableau des médailles
| Rang  | Nation    | Or | Argent | Bronze | Total |
| ----- | --------- | -- | ------ | ------ | ----- |
| 1     | Brésil    | 28 | 17     | 16     | 61    |
| 2     | Colombie  | 7  | 10     | 9      | 26    |
| 3     | Argentine | 4  | 5      | 4      | 13    |
| 4     | Chili     | 2  | 2      | 4      | 8     |
| 5     | Équateur  | 1  | 5      | 2      | 8     |
| 6     | Uruguay   | 1  | 1      | 1      | 3     |
| 7     | Guyana    | 1  | 1      | 0      | 2     |
| 8     | Venezuela | 0  | 1      | 7      | 8     |
| 9     | Pérou     | 0  | 1      | 0      | 1     |
| 10    | Paraguay  | 0  | 1      | 1      | 2     |
| 11    | Panama    | 0  | 0      | 1      | 1     |
| Total | Total     | 44 | 44     | 45     | 133   |

## Source
- (en) Cet article est partiellement ou en totalité issu de l’article de Wikipédia en anglais intitulé « 2007 South American Championships in Athletics » (voir la liste des auteurs).